# Chachamaru
Chachamaru (* 3. März 1960 in der Präfektur Kyōto, Japan als Yukihiro Fujimura (jap. 藤村幸宏, Fujimura Yukihiro)) ist ein japanischer Gitarrist im GacktJOB.

## Leben und Wirken
Chachamaru spielt seit dem Austritt Masas aus GacktJOB eine wichtige Rolle in der Band um den japanischen Sänger Gackt. Bevor er überhaupt zu GacktJOB kam, war er Mitglied in Bands wie Gerard (1984), Vienna (1987) und Ded Chaplin (1990). Er veröffentlichte ein Soloalbum. Es heißt Air und erschien am 21. Dezember 2002. Auf der Platte befinden sich neun Lieder, bei dem in einem auch Gackt als Gastsänger auftritt.

## Diskografie
Alben
- 2002: Air[1]